# Telmatogeton
Telmatogeton is een muggengeslacht uit de familie van de Dansmuggen (Chironomidae).

## Soorten
- T. alaskensis Coquillett, 1900
- T. japonicus

Japanse dansmug Tokunaga, 1933
- T. macswaini Wirth, 1949
- T. murrayi Saether, 2009
- T. pectinatus (Deby, 1889)
- T. spinosus (Hashimoto, 1973)
- T. trilobatus (Kieffer, 1911)